# Acrostichum aureum
Acrostichum aureum L., 1753 è una felce della famiglia delle Pteridaceae.

## Descrizione
È una felce di notevoli dimensioni, che può raggiungere i 3 m di altezza. Ha fronde composte da 24-30 pinne, erette, lunghe da 1 a 4 m, sorrette da un lungo picciolo. Le 5-8 paia di pinne apicali portano sulla loro lamina inferiore gli sporangi, di colore rosso-brunastro.

## Distribuzione e habitat
La specie ha una distribuzione molto ampia, essendo presente nelle formazioni di mangrovia dei Caraibi, dell'Africa, dell'Asia e dell'Oceania.